# Porto del Cinquale
Il Porto del Cinquale è il porto dell'omonima località balneare del comune di Montignoso, in Provincia di Massa e Carrara.

## Caratteristiche
Il porto turistico, segnalato da lanterna, è situato sul Mar Ligure alla foce del Fiume Versilia. L'approdo conta quasi 240 posti barca fissi per imbarcazioni di lunghezza non superiore ai 30 piedi e una serie di ormeggi lungo il tratto banchinato del fiume per piccoli natanti in transito. I fondali variano nell'intero bacino tra 1,5 e 2 metri, salvo ridursi in caso di mareggiate causate da venti sostenuti del terzo e del quarto quadrante che rendono molto difficoltoso e a rischio sia l'ingresso che l'uscita dal porto.
Tra i servizi offerti vi sono i distributori di carburante e la gru di alaggio e varo.